# Eumecistes gratiosus
Eumecistes gratiosus är en insektsart som beskrevs av Brancsik 1896. Eumecistes gratiosus ingår i släktet Eumecistes och familjen gräshoppor. Inga underarter finns listade i Catalogue of Life.